# Clistopyga rugulosa
Clistopyga rugulosa là một loài tò vò trong họ Ichneumonidae.